# Segra Field
El Segra Field es un estadio de fútbol en Leesburg, Virginia y sede del Loudoun United FC del USL Championship y Old Glory DC de Major League Rugby.
El estadio está ubicado dentro del Phillip A. Bolen Park y junto al Loudoun Soccer Park. Además del estadio, se construirán allí una instalación de entrenamiento y las oficinas del equipo de DC United de MLS y la academia de desarrollo juvenil. Se suponía que el proyecto se completaría a tiempo para la temporada 2019 de la USL, pero la fecha de finalización se trasladó a agosto de 2019 debido a problemas de zonificación.

## Historia
El estadio albergó su primer juego el 9 de agosto de 2019, cuando Loudoun United FC jugó contra Charlotte Independence. El 8 de julio de 2019, se anunció que Segra, una empresa independiente de ancho de banda, firmó un acuerdo de varios años para convertirse en el socio de derechos de nombre del estadio. Loudoun United FC ganó su primer partido en Segra Field el 31 de agosto de 2019, derrotando al North Carolina FC por 4 a 0.
El 4 de diciembre de 2019, Loudoun United FC solicitó a la Junta de Supervisores del Condado de Loudoun $10 millones para completar el estadio. Pidieron ayuda para completar los baños públicos, vestuarios, estacionamiento y una nueva instalación de capacitación.
El 12 de noviembre de 2019, el Washington Spirit de la National Women's Soccer League (NWSL) anunció que en la temporada 2020, jugarán sus partidos de local en tres estadios: el Maryland SoccerPlex, el Audi Field y el Segra Field. En la temporada 2021 jugarán solo en el Audi Field y el Segra Field (cuatro partidos en cada uno).
El 22 de octubre de 2020, Old Glory DC de Major League Rugby (MLR) anunció que a partir de la temporada 2021 se trasladará al Segra para sus partidos de local.